# Minier Albert
Minier Albert Tibor (írói neve Bányász Albert; Csíkszépvíz, 1914. május 1. – 2010 előtt) erdélyi magyar jogász, közgazdász, újságíró, lelkész.

## Életútja, munkássága
A csíkszeredai főgimnáziumban érettségizett (1931), a gyulafehérvári római katolikus teológia elvégzése (1937) után hittantanár Kászonaltízen. A román iskolákba kényszerült magyar gyermekeket anyanyelvükön írásra-olvasásra tanította, ezért hadbíróság elé állították, állásából felfüggesztették s 11 hónapra elítélték. A nagyszebeni Therezianum tanulmányi felügyelője, majd jogi doktorátust szerez a kolozsvári egyetemen (1943). A második világháború után a Világosság riportere és népnevelési szerkesztője Kolozsvárt (1945-53). Az MNSZ feloszlatása után üzemi jogtanácsos, közgazdász-gondnok nyugdíjazásáig. Adatgyűjtéseivel Vámszer Géza munkatársaként a székelység életét és múltját vizsgálta, anyagából jelent meg Feljegyzések Orbán Balázsról c. összeállítása (A Hét, 1981. március 17.)